# Anne Frank-huset
Anne Frank-huset (nederländska: Anne Frankhuis) är namnet på ett hus på Prinsengracht 263 i Amsterdam i Nederländerna. Där gömde sig Anne Frank, hennes familj och fyra andra personer från 1942 till 1944 under andra världskriget.
Tillsammans med grannhuset är det sedan 1960 ett museum. I museet finns Annes dagbok som hon började skriva i när hon var 13 år gammal.